# Verein für Bewegungsspiele Oldenburg 1998-1999
Questa voce raccoglie le informazioni riguardanti il Verein für Bewegungsspiele Oldenburg nelle competizioni ufficiali della stagione 1998-1999.

## Stagione
Nella stagione 1998-1999 l'Oldenburg, allenato da Willi Belke, concluse il campionato di Regionalliga nord al 9º posto.

## Rosa
| N. |                     | Ruolo | Calciatore       |
| -- | ------------------- | ----- | ---------------- |
|    | Germania (bandiera) | P     | Ralf Eilenberger |
|    | Polonia (bandiera)  | D     | Wiesław Cisek    |
|    | Germania (bandiera) | D     | Marco Grote      |
|    | Germania (bandiera) | D     | Jörg-Uwe Klütz   |
|    | Zimbabwe (bandiera) | D     | George Mbwando   |
|    | Germania (bandiera) | D     | Gunnar Sauer     |
|    | Germania (bandiera) | D     | Oktay Yildirim   |
|    | Germania (bandiera) | C     | Andreas Boll     |
|    | Germania (bandiera) | C     | Florian Bruns    |
|    | Germania (bandiera) | C     | Michael Hennig   |

| N. |                     | Ruolo | Calciatore          |
| -- | ------------------- | ----- | ------------------- |
|    | Germania (bandiera) | C     | Thomas Möller       |
|    | Romania (bandiera)  | C     | Rudolf Rancz        |
|    | Germania (bandiera) | C     | Hendrik Völzke      |
|    | Germania (bandiera) | C     | Alexander Woloschin |
|    | Germania (bandiera) | A     | Kai Dittmer         |
|    | Turchia (bandiera)  | A     | Ersan Dogu          |
|    | Nigeria (bandiera)  | A     | Collins Etebu       |
|    | Germania (bandiera) | A     | Stefan Meyer        |
|    | Germania (bandiera) | A     | Frank Ordenewitz    |

## Organigramma societario
Area tecnica
- Allenatore: Willi Belke
- Allenatore in seconda: Krzysztof Zając
- Preparatore dei portieri:
- Preparatori atletici:
- Analisi video:

## Calciomercato

### Sessione estiva
| Acquisti | Acquisti       | Acquisti          | Acquisti |
| R.       | Nome           | da                | Modalità |
| -------- | -------------- | ----------------- | -------- |
| A        | Ersan Dogu     | Oberneuland       |          |
| D        | George Mbwando | Bonner            |          |
| D        | Gunnar Sauer   | Lokomotive Lipsia |          |

| Cessioni | Cessioni        | Cessioni              | Cessioni |
| R.       | Nome            | a                     | Modalità |
| -------- | --------------- | --------------------- | -------- |
| C        | Timo Ehle       | Dresdner SC           |          |
| A        | Horst Elberfeld | Gütersloh             |          |
| C        | Thomas Goch     | Eintracht Norderstedt |          |
| D        | Maciej Janiak   | Legia Varsavia        |          |
| D        | Andrew Uwe      | LR Ahlen              |          |
| C        | Miroslav Votava | Meppen                |          |

### Sessione invernale
| Acquisti | Acquisti      | Acquisti                  | Acquisti |
| R.       | Nome          | da                        | Modalità |
| -------- | ------------- | ------------------------- | -------- |
| A        | Kai Dittmer   | St. Pauli                 |          |
| C        | Thomas Möller | Gütersloh                 |          |
| C        | Rudolf Rancz  | SSU Politehnica Timișoara |          |

| Cessioni | Cessioni | Cessioni | Cessioni |
| R.       | Nome     | a        | Modalità |
| -------- | -------- | -------- | -------- |

## Risultati

### Regionalliga nord

#### Girone di andata
| 1º agosto 1998, ore 14:30 CEST 1ª giornata | Oldenburg | 2 – 2 | Eintracht Braunschweig |  |

| 9 agosto 1998, ore 15:00 CEST 2ª giornata | Norderstedt | 2 – 1 | Oldenburg |  |

| 16 agosto 1998, ore 15:00 CEST 3ª giornata | Eintracht Nordhorn | 2 – 2 | Oldenburg |  |

| 23 agosto 1998, ore 15:00 CEST 4ª giornata | Oldenburg | 0 – 0 | Cloppenburg |  |

| 1º settembre 1998, ore 20:00 CEST 5ª giornata | Osnabrück | 7 – 0 | Oldenburg |  |

| 6 settembre 1998, ore 15:00 CEST 6ª giornata | Oldenburg | 1 – 4 | Holstein Kiel |  |

| 12 settembre 1998, ore 14:30 CEST 7ª giornata | S.F. Ricklingen | 1 – 0 | Oldenburg |  |

| 20 settembre 1998, ore 15:00 CEST 8ª giornata | Oldenburg | 2 – 4 | TuS Celle |  |

| 26 settembre 1998, ore 14:30 CEST 9ª giornata | Meppen | 3 – 2 | Oldenburg |  |

| 3 ottobre 1998, ore 15:00 CEST 10ª giornata | Oldenburg | 2 – 1 | Amburgo II |  |

| 10 ottobre 1998, ore 14:00 CEST 11ª giornata | Werder Brema II | 3 – 1 | Oldenburg |  |

| 18 ottobre 1998, ore 15:00 CEST 12ª giornata | Oldenburg | 2 – 0 | Wilhelmshaven |  |

| 24 ottobre 1998, ore 14:30 CEST 13ª giornata | Lüneburger | 2 – 0 | Oldenburg |  |

| 19 dicembre 1998, ore 14:00 CET 14ª giornata | Oldenburg | 2 – 1 | Lubecca |  |

| 7 novembre 1998, ore 14:00 CET 15ª giornata | Arminia Hannover | 0 – 2 | Oldenburg |  |

| 31 gennaio 1999, ore 14:30 CET 16ª giornata | Oldenburg | 6 – 1 | Kickers Emden |  |

| 24 febbraio 1999, ore 19:00 CET 17ª giornata | Herzlake | 2 – 2 | Oldenburg |  |

#### Girone di ritorno
| 16 dicembre 1998, ore 20:00 CET 18ª giornata | Eintracht Braunschweig | 0 – 1 | Oldenburg |  |

| 5 aprile 1999, ore 15:00 CEST 19ª giornata | Oldenburg | 5 – 1 | Norderstedt |  |

| 3 aprile 1999, ore 14:00 CEST 20ª giornata | Oldenburg | 1 – 1 | Eintracht Nordhorn |  |

| 21 aprile 1999, ore 19:00 CEST 21ª giornata | Cloppenburg | 0 – 1 | Oldenburg |  |

| 13 aprile 1999, ore 18:30 CEST 22ª giornata | Oldenburg | 2 – 2 | Osnabrück |  |

| 17 marzo 1999, ore 14:00 CET 23ª giornata | Holstein Kiel | 3 – 2 | Oldenburg |  |

| 28 febbraio 1999, ore 15:00 CET 24ª giornata | Oldenburg | 1 – 1 | S.F. Ricklingen |  |

| 7 marzo 1999, ore 15:00 CET 25ª giornata | TuS Celle | 2 – 4 | Oldenburg |  |

| 14 marzo 1999, ore 15:00 CET 26ª giornata | Oldenburg | 0 – 0 | Meppen |  |

| 21 marzo 1999, ore 15:00 CET 27ª giornata | Amburgo II | 2 – 1 | Oldenburg |  |

| 28 marzo 1999, ore 15:00 CET 28ª giornata | Oldenburg | 3 – 1 | Werder Brema II |  |

| 10 aprile 1999, ore 14:00 CEST 29ª giornata | Wilhelmshaven | 1 – 1 | Oldenburg |  |

| 18 aprile 1999, ore 15:00 CEST 30ª giornata | Oldenburg | 1 – 0 | Lüneburger |  |

| 2 maggio 1999, ore 15:00 CEST 31ª giornata | Lubecca | 3 – 0 | Oldenburg |  |

| 9 maggio 1999, ore 15:00 CEST 32ª giornata | Oldenburg | 1 – 2 | Arminia Hannover |  |

| 14 maggio 1999, ore 19:00 CEST 33ª giornata | Kickers Emden | 2 – 2 | Oldenburg |  |

| 21 maggio 1999, ore 19:00 CEST 34ª giornata | Oldenburg | 6 – 2 | Herzlake |  |

## Statistiche

### Statistiche di squadra
| Competizione      | Punti | In casa | In casa | In casa | In casa | In casa | In casa | In trasferta | In trasferta | In trasferta | In trasferta | In trasferta | In trasferta | Totale | Totale | Totale | Totale | Totale | Totale | DR |
| Competizione      | Punti | G       | V       | N       | P       | Gf      | Gs      | G            | V            | N            | P            | Gf           | Gs           | G      | V      | N      | P      | Gf     | Gs     | DR |
| ----------------- | ----- | ------- | ------- | ------- | ------- | ------- | ------- | ------------ | ------------ | ------------ | ------------ | ------------ | ------------ | ------ | ------ | ------ | ------ | ------ | ------ | -- |
| Regionalliga nord | 46    | 17      | 8       | 6       | 3       | 37      | 23      | 17           | 4            | 4            | 9            | 22           | 35           | 34     | 12     | 10     | 12     | 59     | 58     | +1 |
| Totale            | 46    | 17      | 8       | 6       | 3       | 37      | 23      | 17           | 4            | 4            | 9            | 22           | 35           | 34     | 12     | 10     | 12     | 59     | 58     | +1 |

### Andamento in campionato
| Giornata  | 1 | 2  | 3  | 4  | 5  | 6  | 7  | 8  | 9  | 10 | 11 | 12 | 13 | 14 | 15 | 16 | 17 | 18 | 19 | 20 | 21 | 22 | 23 | 24 | 25 | 26 | 27 | 28 | 29 | 30 | 31 | 32 | 33 | 34 |
| --------- | - | -- | -- | -- | -- | -- | -- | -- | -- | -- | -- | -- | -- | -- | -- | -- | -- | -- | -- | -- | -- | -- | -- | -- | -- | -- | -- | -- | -- | -- | -- | -- | -- | -- |
| Luogo     | C | T  | T  | C  | T  | C  | T  | C  | T  | C  | T  | C  | T  | C  | T  | C  | T  | T  | C  | C  | T  | C  | T  | C  | T  | C  | T  | C  | T  | C  | T  | C  | T  | C  |
| Risultato | N | P  | N  | N  | P  | P  | P  | P  | P  | V  | P  | V  | P  | V  | V  | V  | N  | V  | V  | N  | V  | N  | P  | N  | V  | N  | P  | V  | N  | V  | P  | P  | N  | V  |
| Posizione | 8 | 14 | 15 | 14 | 17 | 16 | 18 | 18 | 18 | 17 | 17 | 16 | 16 | 15 | 15 | 14 | 14 | 14 | 10 | 10 | 7  | 7  | 11 | 9  | 7  | 7  | 9  | 8  | 9  | 6  | 10 | 11 | 11 | 9  |

Legenda:

Luogo: C = Casa; T = Trasferta. Risultato: V = Vittoria; N = Pareggio; P = Sconfitta.